# 一串心

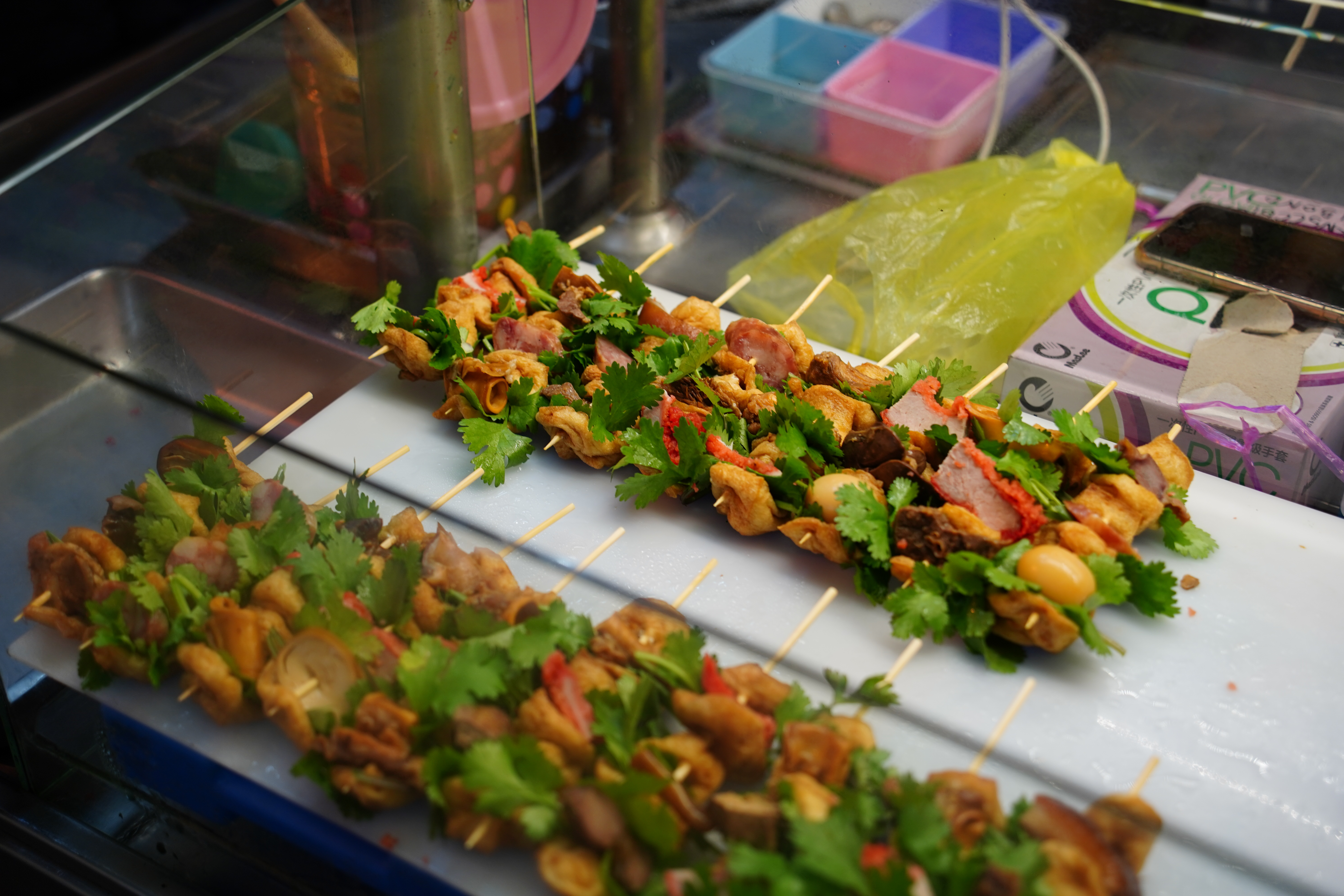

一串心又名豆腐卷，是蘭陽地區特有的小吃。一串心熱門的原因在於種類繁多，還可以自行選擇各種搭配，加上各式醬料的調味更加美味，而且價格便宜，一般人接受度高。現在為了講求食物的多變性，除了原味的一串心外，甚至推出了碳烤口味。

## 作法
一串心即是將空心的油豆腐包填入煮熟的豬頭皮、粉腸、香腸、叉燒肉或內臟等等，搭上蒜苗、韭菜、九層塔、香菜，再以一支長竹籤串起成疊，並塗上特製醬料。